# Tapanahoni
Tapanahoni o Tapanahony es uno de los seis ressorts en los que se divide el distrito de Sipaliwini, en Surinam. El ressort toma su nombre del río Tapanahoni cuyas localidades se encuentran alrededor de sus orillas. Es el ressort más grande del país.  
Limita al norte con los distritos de Brokopondo, Para y Marowijne, al oriente con Guayana Francesa, cuya frontera está disputada; al sur limita con Brasil y al occidente con los ressorts Coeroeni y Boven Suriname. 
Para el 2004, Tapanahoni según cifras de la Oficina Central de Asuntos Civiles (CBB), tenía 13 805 habitantes. Una de las localidades más grandes en este ressort es Apetina.